# Drive My Car
Drive My Car é uma canção da banda britânica The Beatles, lançada no álbum Rubber Soul de 1965. Foi escrita principalmente por Paul McCartney com contribuição de John Lennon em algumas partes. Na época, Lennon foi o último a tirar carteira de motorista e ele tinha apenas 24 anos.

## Créditos
- John Lennon – vocais de apoio e pandeirola
- Paul McCartney – vocais principais, baixo, piano e guitarra slide[1]
- George Harrison –  vocal de apoio e guitarra solo
- Ringo Starr – bateria e cowbell